# Les Mesnuls
Les Mesnuls là một xã của Pháp, nằm ở tỉnh Yvelines trong vùng Île-de-France.
Các xã giáp ranh: Bazoches-sur-Guyonne du nord về phía đông bắc, Saint-Rémy-l'Honoré về phía đông, Les Bréviaires về phía nam, Saint-Léger-en-Yvelines về phía tây và Montfort-l'Amaury tại cực tây bắc.